# Roca de l'Eloi
La Roca de l'Eloi és una muntanya de 547 metres que es troba entre els municipis de Poboleda i de Torroja del Priorat, a la comarca catalana del Priorat.